# Aeroportul Wave Hill
Aeroportul Wave Hill (IATA: WAV, ICAO: YWAV) este un aeroport din Teritoriul de Nord, Australia.
Situat la o altitudine de 199 m, aeroportul dispune de o singură pistă.